# 东风-26中程弹道导弹
东风-26型弹道导弹（DF-26）是中华人民共和国中国航天科技集团研制的核常兼备远程弹道导弹，拥有对陆上重要目标或海上大中型舰船实施远程打击的能力；是继东风-21D后世界现役第二种大型中远程反舰弹道导弹。
东风-26弹头采用双锥体加弹翼构型，具有一定的机动能力，是中国第一个射程可到达关岛及关岛美军基地的常规弹道导弹，因此被网友冠以“关岛快递”或“关岛杀手”的称号。它搭载在12x12运输起竖发射车（TEL）上进行陆地机动发射（推测是中国航天科技集团旗下泰安HTF5680）。

## 發展經過
自2007年以来，关于东风-26的报道就开始在媒体上出现；但在美国国防部2013年的报告中并没有被提及。
2015年9月3日，东风-26在纪念中国人民抗日战争暨世界反法西斯战争胜利70周年阅兵式上作为核常兼备导弹方队首个型号初次亮相。中国中央电视台於閱兵後的專題報導則表示：东风-21D和东风-26是兩款搭配使用的武器（構築中程和远程兩道反艦網），东风-26能在进入大气层后以超高音速飞行的同时自动寻找目标，从而有攻击动态目标的能力，这是前苏联和诸多国家始终未能攻克的难题，而中国独步研发成功并且已经量产，並暗示26的智慧彈頭發展比21D更晚，所以科技程度更先進一些，但兩者所用原理相同。
2015年，《中国科技奖励》报道“我国首型通用中远程精确打击导弹”时，称“实现了带空气舵机动飞行器由马赫数12向马赫数18的技术跨越和战略武器实战能力重大突破”，间接证实了东风-26最大速度18马赫的突防能力。
2018年4月15日，媒体报道：“火箭军新型中远程弹道导弹入列 可精确打击舰船”，证实东风-26反舰导弹系列已形成战斗力；新闻报道的视频显示，一个“东风-26”导弹旅共装备至少22枚导弹。
2018年4月26日，中国国防部新闻局局长、新闻发言人吴谦大校在回答记者提问时，公布东风26导弹通过作战检验，已经正式列装火箭军的消息。

## 測試和部署
2020年8月5日， 据美国《军事观察杂志》网站报道，中国人民解放军火箭军在8月5日发射了一枚DF-26弹道导弹。此次发射是在美国海军向南海部署两艘“尼米兹”级核动力航母并进行了广泛的军事演习后进行的，人们普遍认为这是针对中国的，被中国视为严重的挑衅。
2020年8月25日，時任總統特朗普宣佈將24家中國公司列入貿易黑名單，理由是「幫助中國解放軍在南海建立設施」，同日中國指責一架美國U-2間諜機進入中國海域。26日，香港《南华早报》和美国彭博社报道指，中国于26日发射了4枚中程弹道导弹，导弹分别是从青海发射的“东风-26”中远程弹道导弹，以及从浙江发射的“东风-21D”中程弹道导弹，全部击中位于海南岛和西沙群岛之间的南海爭議海域，被視為是中國對美國軍事行動的回應。導彈試驗加劇地區緊張局勢，引發有機會出現意外衝突的擔憂，當天亞洲股市因此動盪。